# Caio Célio Caldo
Caio Célio Caldo (em latim: Caius Caelius Caldus) foi um político da gente Célia da República Romana eleito cônsul em 94 a.C. com Lúcio Domício Enobarbo. Contemporâneo de Lúcio Licínio Crasso, o maior orador de sua época, Caldo foi o primeiro membro de sua gente a alcançar o consulado. Foi também um importante orador, ainda que não tenham sobrevivido nenhum traço de seus discursos. Cícero, neste sentindo, julga-o como exemplo de homem que ascendeu por méritos próprios, comparando com o Caio Fímbria e Caio Mário.

## Carreira
Depois de ter tentado em vão se eleger questor ("por ser um admirável e ilustre jovem", segundo Cícero, em 107 a.C., foi eleito tribuno da plebe. Em seu mandato, foi um dos articuladores da Lex tabellaria, direcionada contra o legado Caio Popílio, que impunha à corte de justiça o uso de cédulas (em latim: "tabellae") em casos de alta traição (perduellio). Cícero afirma que Caldo, pelo resto de sua vida, se arrependeu de ter proposta esta lei, pois ela acabou mal aplicada e não havia feito bem à República Romana. Foi pretor em 99 ou 100 a.C..
Em 94 a.C., foi eleito cônsul com Lúcio Domício Enobarbo; Caldo conseguiu ser eleito ser eleito, mesmo sendo um homem novo e vencendo outros candidatos com apoios muito poderosos. Foi provavelmente procônsul da Hispânia Citerior, como se percebe por algumas moedas cunhadas pela gente Célia que levavam seu nome acompanhado de "IHS" e a figura de um javali (uma alusão a seus sucessos na Gália); segundo Joseph Hilarius Eckhel, este símbolo era uma referência à cidade de Clunia.
Em 83 a.C., durante a guerra civil entre populares, seguidores de Caio Mário, e os optimates de Sula, Caldo apoiou com toda força seu primo; com Caio Carrina e Décimo Júnio Bruto (um filho de Décimo Júnio Bruto Galaico), tentou impedir que as legiões romanas de Pompeu pudessem ajudar Sula. Mas os três não operaram de maneira coordenada, pois quando Pompeu atacou Bruto, suas tropas debandaram e o plano de Caldo falhou.

## Magistrado monetário
Entre as cunhagens de um descendente de Caldo, um certo Lúcio, que era "septemviri epulonum", e um outro neto homônimo, estão alguns dos melhores exemplares de retratos romanos da séria republicana antes de César.
Os tipos de Caio Célio, em particular, foram inspirados por um retrato do início do século I a.C., provavelmente no larário na própria casa de Célio, mas do qual não restaram traços. Esta escultura perdida revela, segundo o arqueólogo dinamarquês Frederik Poulsen, influência do helenismo tardio (especialmente o cabelo), dominante na escultura romana na época, apesar de alguns reflexos da cultura latina. A caracterização específica deste retrato indica que ele foi esculpido pouco depois da morte da Caldo.
O retrato, como aparece representado nas moedas, mostrava o rosto de um homem magro, com traços bem marcados, com os pomos levemente afundados, com os grandes olhos profundos e a boca aberta (esta última característica contrária ao estilo como um todo da obra).